# 九重町
九重町（ここのえまち）は、大分県の中西部にある町である。玖珠郡に属する。

## 歴史
1955年（昭和30年）2月1日 、大分県玖珠郡の九重連山地域の 野上町・飯田村・東飯田村・南山田村が新設合併して、九重町となる。

## 地理

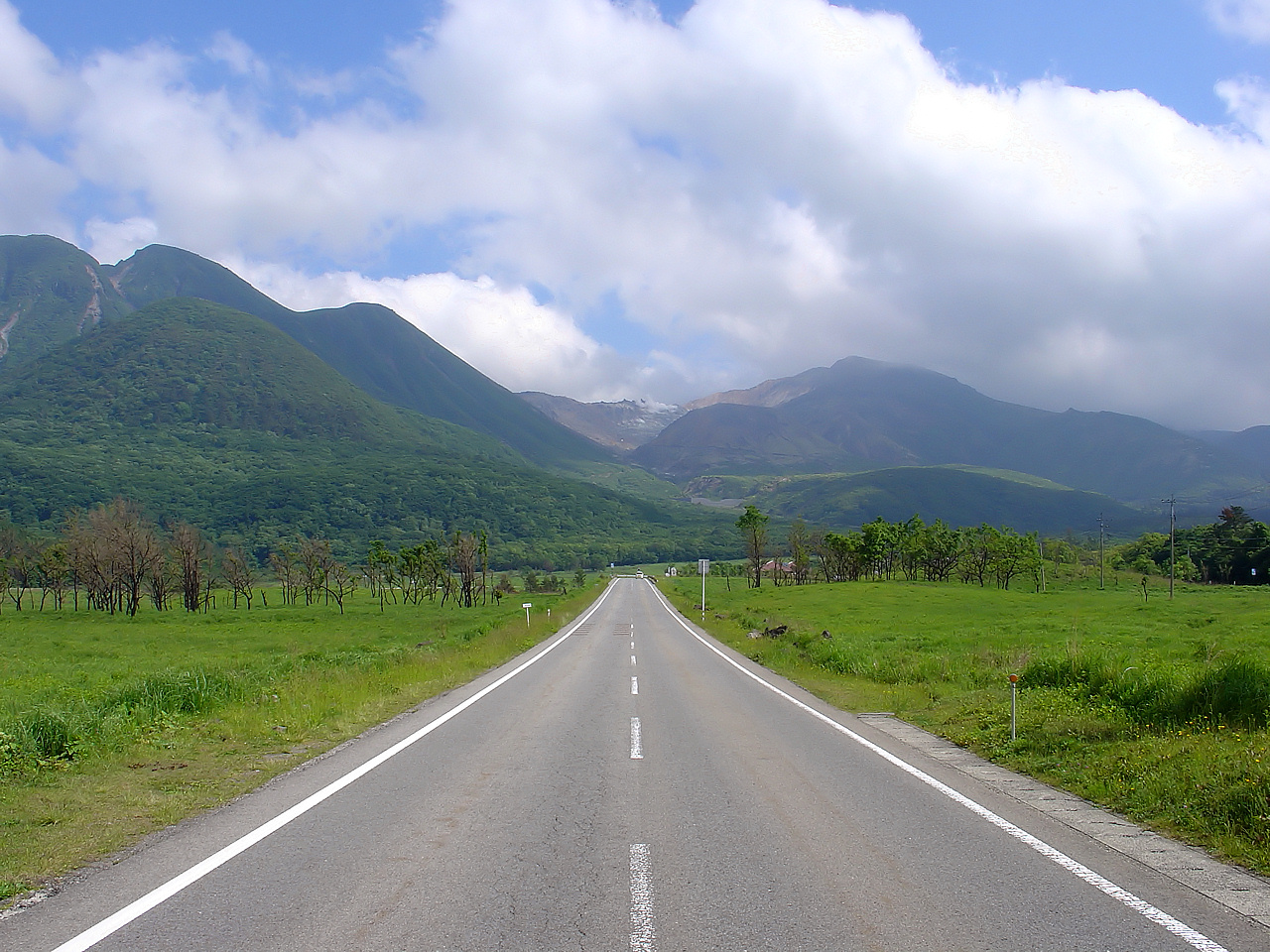
町内のやまなみハイウェイ、正面は九重山

大分県中西部に位置しており、全域が山地である。町域の多くは阿蘇くじゅう国立公園に指定されている。南西部は熊本県と県境をなしている。
- 山：九重山
- 川：玖珠川
- 高原：飯田高原
- ダム：松木ダム、地蔵原ダム
- 発電所：八丁原発電所（地熱発電）など、町内に6カ所

地熱による発電量が多く、電力自給率は全国の市町村で最大の2,293%に達する。

### 隣接する市町村
大分県
- 竹田市
- 由布市
- 玖珠郡玖珠町

熊本県
- 阿蘇郡小国町・南小国町

### 地名・郵便番号
旧野上村
- 後野上（ウシロノガミ）　〒879-4803
- 野上（ノガミ）　〒879-4802
- 右田（ミギタ）1 -1464番地　〒879-4801
- 右田（ミギタ）その他の番地　〒879-4601

旧東飯田村
- 恵良（エラ）　〒879-4631
- 松木（マツギ）　〒879-4632

旧飯田村
- 田野（タノ）　〒879-4911
- 湯坪（ユツボ）　〒879-4912

旧南山田村
- 粟野（アワノ）　〒879-4721
- 菅原（スガワラ）　〒879-4724
- 引治（ヒキジ）　〒879-4722
- 町田（マチダ）　〒879-4723

- その他の地番　〒879-4800

## 姉妹都市
- 佐世保市（長崎県）
  - 1991年7月26日姉妹都市提携 - 佐世保市へ野菜や果物を供給していることが契機となり、国内姉妹都市締結となった。

## 人口
| |                                        |  |
| 九重町と全国の年齢別人口分布（2005年） | 九重町の年齢・男女別人口分布（2005年） |  |
| ■紫色 ― 九重町 ■緑色 ― 日本全国 | ■青色 ― 男性 ■赤色 ― 女性              |  |
| 九重町（に相当する地域）の人口の推移 \| 1970年（昭和45年） \| 16,324人 \| \| \| 1975年（昭和50年） \| 14,839人 \| \| \| 1980年（昭和55年） \| 14,407人 \| \| \| 1985年（昭和60年） \| 13,672人 \| \| \| 1990年（平成2年） \| 12,848人 \| \| \| 1995年（平成7年） \| 12,022人 \| \| \| 2000年（平成12年） \| 11,566人 \| \| \| 2005年（平成17年） \| 11,108人 \| \| \| 2010年（平成22年） \| 10,421人 \| \| \| 2015年（平成27年） \| 9,645人 \| \| \| 2020年（令和2年） \| 8,541人 \| \| |                                        |  |
| 総務省統計局 国勢調査より |                                        |  |
| 1970年（昭和45年） | 16,324人                               |  |
| 1975年（昭和50年） | 14,839人                               |  |
| 1980年（昭和55年） | 14,407人                               |  |
| 1985年（昭和60年） | 13,672人                               |  |
| 1990年（平成2年） | 12,848人                               |  |
| 1995年（平成7年） | 12,022人                               |  |
| 2000年（平成12年） | 11,566人                               |  |
| 2005年（平成17年） | 11,108人                               |  |
| 2010年（平成22年） | 10,421人                               |  |
| 2015年（平成27年） | 9,645人                                |  |
| 2020年（令和2年） | 8,541人                                |  |

2024年9月、人口7777人を達成。

## 町政
- 町長：日野康志（2016年10月就任）[2]
- 町議会：定数13人（任期は2023年2月15日まで）[3]

### 歴代町長
特記なき場合『令和元年版九重町統計書』による。
| 代 | 氏名     | 就任             | 退任             | 備考 |
| -- | -------- | ---------------- | ---------------- | ---- |
| 初 | 武石邦雄 | 昭和30年2月16日  | 昭和32年11月22日 |      |
| 2  | 江藤茂雄 | 昭和32年12月26日 | 昭和40年12月25日 |      |
| 3  | 帆足直   | 昭和40年12月26日 | 昭和48年12月25日 |      |
| 4  | 麻生毅   | 昭和48年12月26日 | 昭和55年9月22日  |      |
| 5  | 高倉源八 | 昭和55年10月26日 | 平成4年10月25日  |      |
| 6  | 坂本和昭 | 平成4年10月26日  | 平成28年10月25日 |      |
| 7  | 日野康志 | 平成28年10月26日 | 現職             |      |

## 国政・県政

### 国政
衆議院小選挙区選挙では、大分2区に属する。直近の第49回衆議院議員総選挙（2021年10月）での選出議員は以下のとおり。
- 衛藤征士郎（自由民主党）

なお、吉川元（立憲民主党）が比例で復活当選している。

### 県政
大分県議会議員選挙では、本町と玖珠町（玖珠郡）とで一選挙区をなす。定数は1人。直近の大分県議会議員選挙（2023年4月）での選出議員は以下のとおり。
- 小川克己（自由民主党）

## 公共機関

### 国の行政機関
農林水産省
- 林野庁九州森林管理局大分西部森林管理署中村森林事務所

環境省
- 九州地方環境事務所 阿蘇自然環境事務所くじゅう自然保護官事務所
  - 阿蘇くじゅう国立公園 長者原ビジターセンター[注釈 1]

### 国立大学法人
- 九州地区国立大学九重共同研修所（湯坪字八丁原）

## 産業

### 町内の著名な企業
- 八鹿酒造

## 教育

### 小学校
- 九重町立飯田小学校
- 九重町立野上小学校
- 九重町立野矢小学校
- 九重町立東飯田小学校
- 九重町立南山田小学校
- 九重町立淮園小学校

### 中学校
- 九重町立ここのえ緑陽中学校

### 社会教育施設
- 九重青少年の家
- 九重町図書館
- 九重文化センター

## 交通

### 空港
大分空港が最寄りで、ほかに福岡空港・北九州空港・佐賀空港・熊本空港が町から概ね100km以内に立地している。
空港と町内を直接結ぶ公共交通機関は、福岡空港と九重町を結ぶ高速バス「ゆふいん号」のみである。

### 鉄道
- 九州旅客鉄道（JR九州）

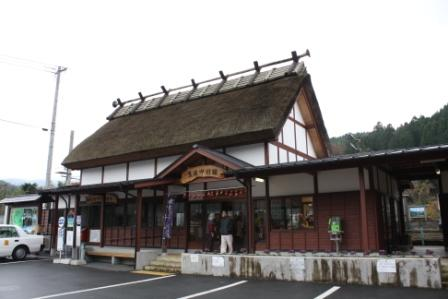
豊後中村駅

  - 久大本線：恵良駅 - 引治駅 - 豊後中村駅 - 野矢駅

中心となる駅：豊後中村駅
かつては宮原線が通っていたが1984年に廃止されている。
- 日本国有鉄道
  - 恵良駅 - 町田駅 - 宝泉寺駅 - 麻生釣駅

### バス路線

#### 一般路線バス・コミュニティバス
- 玖珠観光バス：豊後森駅（玖珠町）発着の宮原線代替バスを運行する。かつては宮原線と同様、小国町へも運行していたが、現在は豊後森駅と九重町内の間のみの運行となっている。
  - 豊後森駅 - 粟野 - 町田 - 宝泉寺 - 串野温泉・二瀬・菅原・麻生釣
- 亀の井バス：由布院駅前（由布市） - 牧の戸峠間で4月から11月の土日祝日のみ運行。
  - 由布院駅前BC - 道の駅ゆふいん - 九重"夢"大吊橋 - 飯田高原 - くじゅう登山口 - 寒の地獄温泉 - 牧ノ戸峠
- 九州産交バス：九州横断バスを運行しており、阿蘇地区・南小国町・九重町などを経由して熊本市と由布院駅・別府市を結ぶ。
  - 熊本駅前 - 桜町BT - 阿蘇くまもと空港 - 大津駅南口 - 阿蘇駅前 - 黒川温泉 - 瀬の本 - くじゅう登山口 - 牧ノ戸峠 - 飯田高原 - 小田の池 - 由布院駅前BC - 城島高原 - 鉄輪 - 別府北浜 - 別府駅前本町
- 九重町コミュニティバス九重縦断線 - 玖珠町中心市街地と九重町を結ぶ。豊後森駅・九重IC高速バス停から九重"夢"大吊橋・飯田高原・九重九湯など九重町南部の観光地へのアクセスにも利用可能。白ナンバー車による運行。
  - 塚脇 - 豊後森駅 - 恵良駅 - 九重町役場 - 九重IC - 豊後中村駅 - 九重"夢"大吊橋 - 飯田高原 - （長者原温泉・湯坪温泉・筋湯温泉） - くじゅう登山口 - 寒の地獄温泉 - 牧ノ戸峠
    - かつては上記以外に町内各地に運行していたが、九重縦断線を除く各路線は2024年10月1日に登録制・予約制乗合バス「ココバス」に転換された。

#### 高速バス
昼行。太字表記の停車地は玖珠町内の停車地。
| 愛称名     | 運行会社                       | 運行区間 |
| ---------- | ------------------------------ | --- |
| ゆふいん号 | 日田バス 亀の井バス 西日本鉄道 | 天神高速BT・博多BT・福岡空港国際線・筑紫野（二日市温泉入口）・高速基山 - 高速日田 - 高速天瀬高塚 - 玖珠IC - 九重IC - 道の駅ゆふいん・由布院駅前 ※九重町内には各停便のみ停車 |

### 道路

#### 高速道路
- 大分自動車道
  - 九重インターチェンジ

#### 一般国道
- 国道210号
- 国道387号

#### 主要地方道
- 大分県道・熊本県道11号別府一の宮線（九州横断道路・やまなみハイウェイ）
- 大分県道40号飯田高原中村線

#### 一般県道
- 大分県道409号下恵良九重線
- 大分県道537号湯平温泉線
- 大分県道621号田野庄内線
- 大分県道680号田野宝泉寺停車場線
- 大分県道681号右田引治線
- 大分県道704号菅原山浦線
- 大分県道710号田野野上線

## 名所・観光スポット・催事

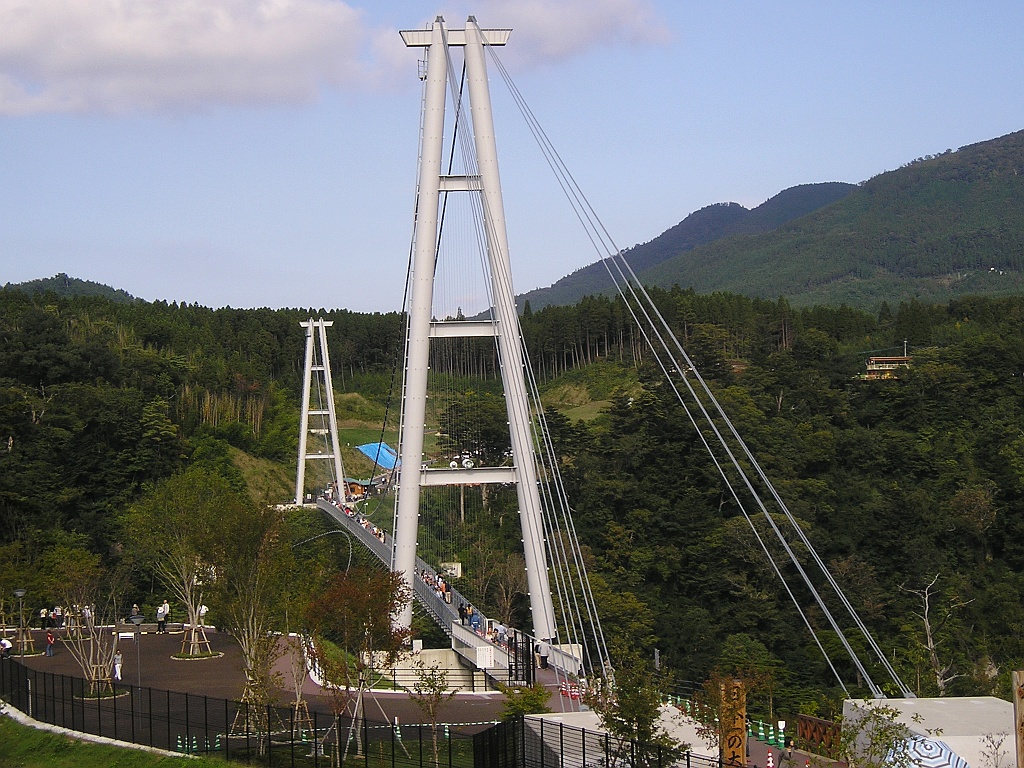
九重"夢"大吊橋

### 温泉
町域各地に温泉が湧出しており、小規模ながら温泉地が形成されている。
- 九重九湯
  - 竜門温泉
  - 壁湯温泉
  - 宝泉寺温泉
  - 川底温泉
  - 湯坪温泉
  - 筋湯温泉
  - 長者原温泉
  - 筌の口温泉
  - 寒の地獄温泉
- 星生温泉
- 牧の戸温泉
- 九酔渓温泉
- 馬子草温泉

### その他の名所・観光スポット
- 飯田高原
- 九酔渓

十三曲がりとも呼ばれる。紅葉は圧巻。大型バスは通行できないが、冬場はいち早く雪道が整備される。
- 震動の滝（日本の滝百選）
- 竜門の滝

落石のため現在滝滑りは禁止されている。
- 九重"夢"大吊橋

2006年10月30日に開通した、有料の観光人道橋。震動の滝も眼下に眺望できる。北側エリアには白蛇神社がある。
- 九重森林公園スキー場

五ヶ瀬ハイランドスキー場に次ぐ、日本で2番目に南に存在するスキー場。
- 九州芸術の杜

俳優の榎木孝明・大野勝彦・後藤純男・工藤和男・平塚運一の5つの美術館がある。

### 催事
- 九重氷の祭典 - 飯田高原にて、氷を使った彫像などが展示される。（終了）
- 宝泉寺冬花火 - 宝泉寺温泉郷にて2月22日に開催される。
- 筋湯温泉「湯けむり夢花火」 - 標高1,000メートルの九州一高所で開催される花火大会。

## 著名出身者
- 三遊亭好二郎（落語家）
- 竹石尚人（長距離走選手）
- 溝口薫平（実業家、由布院玉の湯を経営）
- 矢方美紀（タレント）